# 1969 a tudományban
Az 1969. év a tudományban és a technikában.

## Űrkutatás
- július 21. – Az első holdséta, egyben az első bekötetlen űrséta is: Neil Armstrong, az Apollo–11 parancsnoka kilépett a holdfelszínre az Eagle nevű holdkompból. Amikor Edwin Eugene „Buzz” Aldrin űrhajós is kiszállt parancsnoka után, ez egyben az első több űrhajóssal végzett holdséta is lett.

## Díjak
- Nobel-díjak
  - Fizikai Nobel-díj: Murray Gell-Mann
  - Fiziológiai és orvostudományi Nobel-díj: Max Delbrück, Alfred Hershey, Salvador Luria
  - Kémiai Nobel-díj: Derek Barton, Odd Hassel

## Születések
- június 26. – Andrei Okounkov orosz származású amerikai matematikus
- október 7. – Karen L. Nyberg amerikai gépészmérnök, űrhajósnő
- december 16. – Adam Riess Nobel-díjas amerikai asztrifizikus
- december 28. – Linus Torvalds finn programozó, a Unix-szerű operációs rendszer, a Linux fejlesztésének elindítója és egyik fő fejlesztője

## Halálozások
- április 4. – Friedrich von Huene balti német őslénykutató (* 1875)
- május 7. – Axel Boëthius svéd művészettörténész, régész, az etruszk kultúra egyik legismertebb kutatója (* 1889)
- augusztus 17. – Otto Stern német származású, később az Egyesült Államokba emigrált Nobel-díjas fizikus (* 1888)
- augusztus 25. – Harry Hammond Hess amerikai tengerésztiszt, geológus, megalkotta a tengerfenék szétterjedésének modelljét (* 1906)
- október 21. – Wacław Sierpiński (* 1882)
- november 9. – Vesto Slipher amerikai csillagász (* 1875)
- december 28. – Rudolf Hauschka osztrák kémikus, a WALA gyógyszergyár alapítója (* 1891)